# HHLA3
HHLA3 (англ. HERV-H LTR-associating 3) – білок, який кодується однойменним геном, розташованим у людей на 1-й хромосомі. Довжина поліпептидного ланцюга білка становить 114 амінокислот, а молекулярна маса — 12 913.
| 10         |  | 20         |  | 30         |  | 40         |  | 50         |
| ---------- |  | ---------- |  | ---------- |  | ---------- |  | ---------- |
| MFGACYKQPL |  | KPSGSEPPAE |  | ECRMTPRHAG |  | CDVTEMQRIL |  | SQPTFTEHLL |
| RAVCTKLANM |  | YSTSTDCREH |  | CRRGMKAKQL |  | KAEAGRSCQR |  | KGVPIQTPRE |
| HSWISCKKEF |  | EANP       |  |            |  |            |  |            |

A: Аланін

C: Цистеїн

D: Аспарагінова кислота

E: Глутамінова кислота

F: Фенілаланін

G: Гліцин

H: Гістидин

I: Ізолейцин

K: Лізин

L: Лейцин

M: Метіонін

N: Аспарагін

P: Пролін

Q: Глутамін

R: Аргінін

S: Серин

T: Треонін

V: Валін

W: Триптофан

Задіяний у такому біологічному процесі, як альтернативний сплайсинг. 